# Михалево (Ржевский район)
Михалево — деревня в Ржевском районе Тверской области, входит в состав сельского поселения «Итомля», до 2013 года — входила в состав сельского поселения «Шолохово».

## География
Деревня находится в 21 км на северо-запад от центра сельского поселения деревни Итомля и в 54 км на северо-запад от города Ржева. 

## История
В конце XIX — начале XX века деревня входила в состав Холнинской волости Ржевского уезда Тверской губернии. В 1883 году в деревне был 21 двор, местные жители уходили в "отход" (работали плотниками, извозчиками).
С 1929 года деревня входила в состав Мигуновского сельсовета Молодотудского района Ржевского округа Московской области, с 1935 года — в составе Калининской области, с 1958 года — в составе Ржевского района, с 1994 года — центр Михалевского сельского округа, с 2005 года — в составе сельского поселения «Шолохово», с 2013 года — в составе сельского поселения «Итомля».
В годы Советской власти в деревне находилось правление колхоза «Поволжье».
До 2011 года в деревне действовала Жадневская начальная общеобразовательная школа.

## Население
| 1859 | 1883 | 1920 | 1997 | 2002 | 2010 |
| ---- | ---- | ---- | ---- | ---- | ---- |
| 49   | ↗115 | ↗127 | ↗145 | →145 | ↘117 |

## Инфраструктура
В деревне имеются клуб, фельдшерско-акушерский пункт.